# Jaymie
Jaymie est un prénom anglais. Il peut aussi s'écrire Jaimie ou Jamie.
Jaymie est à la fois un prénom masculin et féminin (mixte).

## Personnalités
- Pour l'ensemble des articles sur les personnes portant ce prénom, consulter :
  - la liste des articles dont le titre commence par ce prénom
  - les listes produites par Wikidata : Liste des personnes de prénom « Jaymie » — même liste en incluant les éventuels prénoms composés qui contiennent « Jaymie ».
- Jaymie Haycocks